# COVID-19 в Польше
Распространение COVID-19 в Польше — часть пандемии COVID-19 на территории Польши.
Первым зарегистрированным случаем в стране 4 марта стал 66-летний мужчина, приехавший на автобусе из Германии; его госпитализировали в Зелёной Гуре.
С 14 марта 2020 согласно распоряжению министра здравоохранения страны Лукаша Шумовского в Польше объявлено положение эпидемической угрозы, а с 15 марта введены частичное ограничение передвижения через границу.
На 4 июня выявлено 24 826 инфицированных;
1117 человека скончались.
Вторая волна (осень):…

## Мероприятия
25 января 2020 года первым учреждением, что ввело специальную процедуру проверки граждан, прибывающих в Польшу из КНР, стал Аэропорт имени Ф.Шопена в Варшаве.
В феврале—марте 2020 года, когда увеличилась угроза пандемии коронавирусного заболевания, органы санитарного надзора Польши начали проведение лабораторных исследований среди пациентов, у которых заподозрили инфицирование вирусом SARS-CoV-2. В конце февраля началось восстановление запрета посещений больных в больницах.
2 марта 2020 года польская авиакомпания LOT уменьшила количество рейсов в Италию и Южную Корею; в этот же день другой авиаперевозчик Ryanair отменил часть рейсов в Италию.
6 марта 2020 года Маршалок Сейма Республики Польша Эльжбета Витек отменила визиты зарубежных делегаций в Сейм Республики Польша, запланированные на ближайшие две недели. В этот же день органы власти Польши запретили вывоз из страны лекарств и других изделий медицинского назначения, которые могли бы использоваться в борьбе с распространением COVID-19, а руководитель канцелярии Премьер-министра Польши Михал Дворчик пообещал поддержку для предприятий, специальную информационную линию для врачей по вопросам коронавируса, а также освобождение от акциза этанола (который используется для изготовления дезинфицирующих средств).

### Профилактика и отслеживание ситуации
29 февраля 2020 года группа из 4 работников Национального Института общественного здоровья Польши вместе с группой работников берлинской клиники Шарите провела 307 исследований проб биоматериала, взятого у лиц, которых заподозрили в носительстве вируса SARS-CoV-2. Государственное ведомство гигиены проводило исследования в воеводской инфекционной больнице в Варшаве. Лаборатории в других польских городах проводили подготовку к началу проведения самостоятельных тестов на коронавирус. Министерство здравоохранения Польши отказалось официально сообщить количество проб на коронавирус, которые находились в подчинённых ему организациях.
На 4 марта 2020 года в Польше функционировали 9 лабораторий (Государственного ведомства гигиены, воеводская инфекционная больница в Варшаве, лаборатории в Ольштине, Вроцлаве, Познани, Катовице, Ряшеве, Гданьске и Кельцах), которые были готовы к проведению лабораторных исследований проб биоматериала от лиц, у которых заподозрено носительство коронавируса, на момент 6 марта число таких лабораторий выросло до 13.
8 марта 2020 года Главный санитарный инспектор рекомендовал отменить все массовые мероприятия с участием более чем 1000 человек, которые организуются в закрытых помещениях. 10 марта хабилитированный Марцин Палис, ректор Варшавского университета, своим распоряжением отменил все лекции и практические занятия для студентов, докторантов и слушателей на период с 11 марта до 14 апреля, за исключением дистанционных форм обучения. В Ягеллонском университете согласно распоряжению ректора профессора Войцеха Новака отменены занятия для студентов и докторантов, в том числе занятия по физическому воспитанию. Ректор Вроцлавской политехники и руководитель коллегии ректоров высших учебных заведений Вроцлава и Ополе профессор Цезарий Мадриас информировал, что с 11 марта 2020 года приостанавливаются все формы занятий в 14 учебных заведениях Нижней Силезии и Опольского воеводства. Согласно распоряжению ректора профессора Анджея Лесицкого приостановлены занятия в Познанском университете имени Адама Мицкевича с 11 марта 2020 года до особого распоряжения. Отменены занятия также в Силезском университете в Катовице и Гданьском университете. 10 марта 2020 года состоялось заседание Совета национальной безопасности по вопросам противодействия распространению коронавируса в стране. Премьер-министр Польши Матеуш Моравецкий отменил проведение всех массовых мероприятий, а в Познани городской властью принято решение насчёт профилактического закрытия всех школ, детских садов и ясель в городе сроком на 2 недели с 11 до 24 марта 2020 года.
11 марта премьер-министр Матеуш Моравецкий и министры (по порядку: министр здравоохранения, образования, науки и высших учебных заведений) Лукаш Шумовский, Дариуш Пьонтковский и Ярослав Говин сообщили о закрытии с целью профилактики распространения коронавирусной инфекции всех школ (как общеобразовательных, так и закрытого типа), детских садов, ясель, а также средних учебных заведений, за исключением специальных школ, учреждений для воспитания детей с особенными потребностями и учреждений социотерапии, психолого-педагогических центров, а также школ при исправительных учреждениях и тюрьмах, сроком на две недели (с 12 до 25 марта 2020 года). За два дня премьер-министр объявил о закрытии границ Польши для воздушного и железнодорожного транспорта. Введён паспортный контроль на всех наземних границах страны, а въезд в страну разрешён исключительно гражданам Польши. После пересечения границы граждане должны пройти 14-дневный карантин, за нарушение которого им угрожает штраф в размере 5000 злотых. Также вступил в силу запрет на проведение общественных мероприятий и богослужений с участием свыше 50 человек.
Поскольку на территории Польши всё ещё находилось немало украинцев, желавших вернуться домой, то по согласованию с Польшей 20 марта 2020 года три поезда PKP Intercity сообщением Пшемысль — Киев эвакуировали из Польши свыше 1150 граждан Украины и трёх иностранцев.

### Специальный закон
2 марта 2020 года Сейм Польши одобрил закон касаемо особых мероприятий, связанных с профилактикой проникновения, борьбой с распространением заболевания и противодействием COVID-19, других инфекционных заболеваний и причинённых ими кризисных ситуаций. Этот закон получил краткое название «специальный коронавирусный закон». Закон вступил в силу 8 марта 2020 года. Этот закон делает возможным использование административных, бюджетных и эпидемиологических средств в борьбе с распространением коронавируса.
Профессор Ежи Заядло раскритиковал закон, в котором, по его мнению, очень расплывчато установлены обязанности и права органов государственной власти. Одновременно, по мнению профессора, в законе устанавливаются условия для введения особого положения в Польше в случае угрозы эпидемии.
Бывшая омбудсмен Польши профессор Эва Лентовская в то же время раскритиковала закон за то, что в нём прописаны нормы, позволяющие ввести чрезвычайное положение в стране сроком на 180 суток, при том, что Конституция Республики Польша предусматривает возможность введения чрезвычайного положения лишь на 90 суток.

## Распространение инфекции

Анимация подтверждённых случаев SARS-CoV-2 в воеводствах (до 2 апреля)

### Первая волна
19 февраля 2020 было госпитализировано 12 человек с подозрением на коронавирусную инфекцию, 13 лицам установлен домашний карантин, состояние 1000 человек мониторилось учреждениями здравоохранения страны.
27 февраля 2020 года госпитализировано 47 человек с подозрением на коронавирусную инфекцию, 55 лицам установлен домашний карантин, а более чем 1500 человек с подозрением на коронавирусную инфекцию отслеживались органами здравоохранения страны.
С 4 марта
4 марта 2020 Министерство здравоохранения Польши официально сообщило о первом инфицированном вирусом SARS-CoV-2 в Польше, им оказался 66-летний мужчина, вернувшийся в страну после поездки в Вестфалию (Германия), и 2 марта он был госпитализирован в больницу в Зелёна-Гуре.
6 марта министр здравоохранения Лукаш Шумовский подтвердил 4 новых случая инфицирования вирусом COVID-19: один больной, госпитализированный в Оструде, который контактировал с «нулевым пациентом» из Польши (родом из Цибинки, они прибыли из Германии на одном автобусе); два пациента госпитализированы в Щецине, куда они прибыли из Италии; ещё один пациент госпитализирован в Вроцлаве, куда он вернулся из Британии. На следующий день министерство здравоохранения сообщило о новом случае инфицирования коронавирусом человека, ехавшего в одном автобусе с «нулевым пациентом».
8 марта сообщено о двух новых случаях инфицирования вирусом. Один из больных был госпитализирован в Варшаве, а другой в Рацибуже. Оба больных находились в состоянии, которое не представляло угрозы для их жизни; a вскоре сообщено о трёх новых заражениях. Всего с подозрением на коронавирусное заболевание госпитализировано 146 человек, 1548 лиц находилось в карантине, 6409 человек находились под санитарно-эпидемиологическим надзором.
9 марта в Польше насчитывалось 17 инфицированных (в том числе первый случай инфицирования зарегистрирован в Великопольском воеводстве).
10 марта проинформировано о 5 новых случаях инфицирования новым коронавирусом, в том числе первый случай зарегистрирован в Люблинском воеводстве.
11 марта сообщено о 9 новых случаях инфицирования коронавирусом, в том числе впервые в Опольском и Лодзинском воеводствах.
12 марта зарегистрировано 12 новых случаев заражения вирусом SARS-CoV-2..
В этот же день сообщено о первом смертельном случае в Польше: 57-летней женщине, родом из села Чапури. На следующий день сообщено о второй жертве коронавируса в Польше. Им стал 73-летний мужчина, госпитализированный во Вроцлаве, в этот же день проинформировано о 17 новых случаях инфицирования коронавирусом..
14 марта Минздрав Польши сообщил о 36 новых случаях инфицирования коронавирусом в стране, в том числе первые случаи в Поморском и Свентокшиском воеводствах, а также о третьем смертельном случае в Польше — 66-летнем мужчине, госпитализированном в Люблине.; в этот же день главный санитарный инспектор Польши объявил, что 13 пациентов выздоровели после перенесённой коронавирусной инфекции. 

15 марта число инфицированных вирусом SARS-CoV-2 в Польше возросло до 125 человек, а 16 марта выросло до 156 случаев.. 

На 16 марта подтверждено 177 случаев инфицирования вирусом, в том числе подтвердилось заболевание у министра охраны окружающей среды Михала Вося; в больнице в Ланьцуте в этот же день умер четвёртый больной в Польше — 67-летний мужчина. 

17 марта Минздрав Польши сообщил о 28 новых случаях инфицирования коронавирусом, и о пятом умершем на территории страны — 57-летнем мужчине в Валбжихе.. 

22 марта объявили о седьмой смерти от коронавируса, инфицированы 563 человека. 

23 марта Министерство здравоохранения сообщило о 115 новых случаях заражения (всего 749) и 1 летальном исходе (всего 8).. 

24 марта Министерство здравоохранения сообщило о 152 новых случаях заражения (всего 901) и 2 смертельных случаях (всего 10).. 

25 марта Министерство здравоохранения сообщило о 150 новых случаях заражения (всего 1051) и 3 смертельных случаях (всего 13).. 

26 марта Министерство здравоохранения сообщило о 170 новых случаях заражения (всего 1221) и 3 смертельных случаях (всего 16).. 

27 марта Министерство здравоохранения сообщило о 168 новых случаях заражения (всего 1389).. 

28 марта Министерство здравоохранения сообщило о 249 новых инфекциях (всего 1638) и двух смертельных исходах (всего 18).. 

29 марта Минздрав Польши сообщил о 224 новых случаях инфицирования (всего 1862) и 4 погибших (всего 22 погибших).. 

30 марта Министерство здравоохранения сообщило о 193 новых случаях инфекции (всего 2055) и 9 смертельных случаях (всего 31).. 

31 марта Минздрав Польши сообщил о 256 новых случаях инфицирования (всего 2311) и 2 погибших (всего 33).
Апрель
1 апреля Министерство здравоохранения Польши сообщило о 243 новых случаях заражения (всего 2554) и 10 смертельных случаях (всего 43). Пресс-секретарь Минздрава подтвердил, что 47 человек, инфицированных вирусом, выздоровели.
6 апреля Минздрав Польши сообщил о 311 новых случаях инфицирования (всего 4413) и 13 смертельных случаях (всего 107), 162 человека выздоровели, 2444 человека госпитализированы, 143 256 человек находятся под карантином и 37 295 под эпидемиологическим надзором.
12 апреля Министерство здравоохранения сообщило в католическую Пасху о 318 новых случаях инфицирования (общее число 6674) и о 24 погибших (общее число 232), ещё 64 человека, сейчас они идут на поправку (всего 439), 2481 — госпитализированы, 162 974 под карантином, а 30 982 под эпидемиологическим надзором.
17 апреля Минздрав Польши сообщил о 461 новых случаях инфицирования (всего 8379) и 18 смертельных случаях (всего 332), ещё 92 человека выздоровели (всего 886), 2673 госпитализированы, 138 004 находятся под карантином и 25773 под эпидемиологическим надзором.

### Вторая волна
С октября 2020…